# Zappatore (film 1950)
Zappatore è un film del 1950 diretto da Rate Furlan.

## Trama

Marisa Merlini e Gabriele Ferzetti in una scena del film

Riccardo è l'unico figlio di un umile contadino; l'anziano utilizza i risparmi di una vita per mandarlo all'università e permettergli una carriera da avvocato. A Napoli però, l'amico Carlo lo induce ad una vita mondana estremamente dispendiosa, anche per le cospicue perdite al gioco, che lo costringe a chiedere altri soldi al padre, che sacrifica la propria terra vendendola. 
Invaghitosi di Marisa, Riccardo ingenuamente si lascia trascinare dalla passione che gli fa assumere un tenore di vita ancora più dispendioso e lo porta a contraffare la firma del padre a garanzia di alcune cambiali, dimenticando i sacrifici della famiglia e la fidanzata rimasta al paese.
Venuto a conoscenza del comportamento di Riccardo, l'anziano padre lo disconosce e, nonostante l'età, torna a zappare la terra. 
Respinto dal padre e deluso dalla vita, Riccardo sembra deciso a recarsi in Argentina con Marisa. Ma il padre si fa forza e, mosso a pietà dallo stato della moglie inferma, si reca da lui per comunicargli la situazione. Lo crede pentito, ma lo trova invece a una gran festa con uomini eleganti e donne frivole, e lo rinnega disconoscendolo definitivamente. 
Mentre Marisa torna in Argentina, Riccardo deluso, e finalmente ravveduto, torna in paese, capitando in mezzo a una rivolta contadina; scatta l'orgoglio, prende la parola e arringa i paesani pronunciando un discorso sentito che calma gli animi e riequilibra la situazione. 
Al discorso assiste anche il padre, che si convince della fondamentale onestà del ragazzo e lo perdona.
Padre e figlio tornano assieme a casa, dove la madre, alla sola vista del ragazzo, si ristabilisce uscendo così da un pernicioso abbattimento.

## Produzione
Il film rientra nel filone dei melodrammi strappalacrime, allora molto in voga tra il pubblico italiano, sebbene assai malvisto dalla critica cinematografica contemporanea (che solo a partire dagli anni settanta opererà una generale rivalutazione di questa tipologia di pellicole, coniando appositamente il termine neorealismo d'appendice).

### Luoghi delle riprese
Alcune scene furono girate nel territorio di Montesarchio (frazione Cirignano), in provincia di Benevento.

## Colonna sonora
Le canzoni sono cantate da Gina D'Agostino, Enzo Romagnoli e Gino Vanorio.

## Distribuzione
Il film fu distribuito nelle sale italiane nel 1950 e ridistribuito nel 1952 col titolo Rinnego mio figlio.
Dopo essere trasmesso su alcune reti private locali negli anni ottanta e novanta, in seguito a una lunga assenza è stato ritrasmesso soltanto il 25 marzo 2022 sul canale Cine34 con l'erronea dicitura "1ª assoluta". Ritrasmesso da Rete 4 HD durante la programmazione notturna del 19 ottobre 2022.